# Arteria uretral
La arteria uretral es una arteria que se origina como rama de la arteria perineal profunda, rama a su vez de la arteria pudenda interna. No presenta ramas.

## Distribución
Se distribuye hacia la uretra.